# Browary (Końskie)
Browary – część miasta Końskie w województwie świętokrzyskim. Znajduje się w rejonie południowo-wschodnim miejscowości, w okolicach ulicy Folwarcznej. Do 1924 roku była to samodzielna miejscowość.
Browary to dawna osada fabryczna. W latach 1867–1924 należały do o gminy Duraczów w powiecie koneckim, początkowo w guberni kieleckiej, a od 1919 w woj. kieleckim.
1 stycznia 1925 Browary (7,28 ha) wyłączono z gminy Duraczów, włączając je do Końskich.